# 41P/塔特爾-賈可比尼-克雷薩克彗星
41P/塔特爾·賈科比尼·克雷薩克彗星是一顆太陽系內的週期彗星。估計它的彗核直徑為1.4公里。
1858年5月3日由賀拉斯·帕內爾·塔特爾發現，1907年和1951年分別由米歇爾·賈可比尼和盧博·克雷薩克獨立重新發現，是木星族彗星的一員。

## 2006年回歸
在2006年6月1日，彗星41P在望遠鏡中是視星等10等的天體，位於巨蟹座和獅子座的邊界，預計6月11日過近日點的最大值約為10等。這顆彗星所以會引起人們的興趣，是因為注意到它會劇烈地閃光。在1973年，閃耀的亮度比預測的亮10個星等，視星等達到肉眼可見的4等程度。然而，到6月22日，這顆彗星已經黯淡到11等左右，沒有產生任何引人注目的閃光。

## 2011年回歸
這顆彗星在2011年通過近日點時，位置在太陽的另一側，不利於觀測。因此，如同幽靈般的幻影沒有被觀測到

## 2017年回歸
41P於2016年11月10日被泛星發現回歸時，視星等僅有21等。在2017年4月1日，這顆彗星從距離地球0.142天文單位（21,200,000；13,200,000英里）處掠過。當時，預期這顆彗星會亮到7等左右，並能在雙筒望遠鏡中看到。

## 建議探勘
20世紀60年代，歐洲空間研究組織曾對向彗星發射探測器進行了調查。

## 外部連結
- Orbital simulation （页面存档备份，存于） from JPL (Java) / Horizons Ephemeris （页面存档备份，存于）
- 41P/Tuttle-Giacobini-Kresak （页面存档备份，存于） at the Minor Planet Center's Database
- 41P at Kronk's Cometography （页面存档备份，存于）

| 週期彗星               | 週期彗星                         | 週期彗星               |
| ---------------------- | -------------------------------- | ---------------------- |
| 前一顆彗星 40P/Väisälä | 41P/塔特爾-賈可比尼-克雷薩克彗星 | 後一顆彗星 42P/Neujmin |
| 週期彗星列表           |                                  |                        |